# Yakubu Gowon
Yakubu „Jack” Dan-Yumma Gowon (ur. 19 października 1934 w Lur Panshim w stanie Plateau) – szef Federalnego Rządu Wojskowego Nigerii w latach 1966-1975. 

## Życiorys
Urodził się w niewielkim plemienu Angas na południu Nigerii. Ukończył Zaria Government College i wstąpił do wojska nigeryjskiego. Ukończył Królewską Akademię Wojskową w Sandhurst i studia sztabowe w Camberley. W 1963 został mianowany podpułkownikiem. Nie wziął udziału w przewrocie 15 stycznia 1966, po drugim przewrocie 29 lipca 1966 został jednak szefem rządu. 
Jako premier obiecał szybkie przekazanie rządów cywilom, jednak w kraju zaczęły narastać konflikty plemienne. Ofiarami represji padali głównie zamieszkujący wschodnią część Nigerii Ibowie. W tej sytuacji zażądali oni przekazania swojemu przywódcy, Odemegwu Ojukwu, stanowiska gubernatora wschodniej prowincji kraju. W odpowiedzi Gowon wprowadził stan wyjątkowy i przeprowadził nowy podział administracyjny prowincji na dwanaście okręgów, rozbijając jedność obszarów zamieszkałych przez Ibów. Wówczas ogłosili oni secesję i 30 maja 1967 proklamowali niepodległość własnego państwa Biafry. Rozpoczęta wtedy wojna domowa trwała do 1970. Ostatecznie wojskom rządowym udało się pokonać rebeliantów i zachować jedność kraju. 
W czasie trwanie wojny Gowon, rozumiejąc wagę poparcia z zagranicy, zaprosił międzynarodowych obserwatorów, by ocenili zachowanie się nigeryjskich żołnierzy w czasie działań wojennych. Chcąc zachować jedność państwa uznał, że nie należy karać mieszkańców Biafry, a żołnierzy biafrańskich należy traktować humanitarnie. Po wojnie zwycięski Gowon podjął działania mające na celu odbudowę zniszczonego kraju i zaleczeniu ran wojennych. W 1970 ogłosił zamiar przekazania władzy cywilom do 1976, jednak w 1974 termin ten uległ przesunięciu. Dzięki swojemu liberalizmowi zyskał sobie uznanie na kontynencie afrykańskim, jednak zraził do siebie część armii.
Gdy w 1975 przebywał poza krajem, został obalony w wyniku bezkrwawego przewrotu. Od tamtej pory mieszkał za granicą, przeważnie w Anglii, gdzie doktoryzował się w dziedzinie nauk politycznych na University of Warwick. W 1983 powrócił do Nigerii. Pozostaje na marginesie życia politycznego, lecz angażuje się w działania na rzecz rozwiązywania problemów społecznych swego kraju.